# Sparatoria di North Hollywood
La sparatoria di North Hollywood è stato un conflitto armato verificatosi a Los Angeles il 28 febbraio 1997 tra una coppia di rapinatori, Larry Eugene Phillips Jr. e Emil Mătăsăreanu, e gli agenti del Los Angeles Police Department, comprese le squadre SWAT e ha fortemente cambiato in seguito il modus operandi della LAPD e il suo armamento in dotazione.
Da notare che i rapinatori agivano in modo simile ad ogni colpo e quindi erano già schedati anche dalla Robber Homicide Division della LAPD che si occupa, appunto, di reati seriali. 
Da qualche mese però i due "sospetti" - per usare il corretto termine legale U.S.A. - non erano più comparsi sulla scena e solo ad azione avviata si è capito che si trattava di loro.
Dopo avere atteso la loro preda e specialità, cioè il furgone portavalori, fuori da una filiale Bank of America di North Hollywood, non avendolo visto arrivare, hanno sul momento deciso di assaltare la banca stessa.
Non essendo specialisti in questo campo, hanno perso tempo ad intimorire e rendere inoffensivi gli impiegati e clienti e a tentare di forzare il bancomat anziché prendere il denaro e fuggire e sono stati, un po' per caso e un po' per il tempo impiegato, circondati dalle auto e dagli agenti della LAPD.
Durante l’uscita dalla filiale, ormai circondata, e la fuga i due rapinatori, già conosciuti, come detto, dalla "Robber Homicide Division" della LAPD per la tipicità delle loro azioni, aprirono il fuoco contro gli agenti di polizia intervenuti per arrestarli. Dieci agenti e sette civili furono feriti durante la sparatoria, che si concluse con il suicidio di uno dei rapinatori e l'arresto del secondo, che sarebbe poi morto a causa delle ferite prima dell'arrivo dell'ambulanza.
Da notare che l'ambulanza non arrivò subito su chiamata perché - protocollo sanitario/di sicurezza permettendo - non interveniva se il sospetto non era in piena sicurezza e "garantito" in pieno controllo dalle forze dell'ordine.
Phillips e Mătăsăreanu avevano già assaltato numerosi veicoli blindati e nel maggio 1996
avevano rapinato altre 2 volte la Bank of America prima della rapina a North Hollywood, ed erano già noti per il loro armamento pesante, che includeva alcuni fucili automatici e l’assoluta determinazione ad usarli su agenti e civili. Gli agenti di polizia, all'epoca, erano normalmente equipaggiati con pistole 9 mm o .38 Special e solo alcuni avevano dei fucili a pompa a bordo delle loro auto. I rapinatori erano invece armati questa volta di fucili automatici AK-47 e (di riserva fucili automatici FAL) con munizioni capaci di penetrare le protezioni degli agenti e delle auto della polizia, ed erano a loro volta protetti su tutto il corpo da tessuto antiproiettile e da giubbotti antiproiettile; salvo il capo che era coperto da un passamontagna e le scarpe (normali anfibi: particolare che risulterà determinante in seguito). Dato che le munizioni della polizia non erano in grado di penetrare le protezioni antiproiettile dei rapinatori, soprattutto per la distanza che li separava dagli stessi e per il fatto che solo gli agenti più esperti si resero conto subito della protezione indossata dai "sospetti" gridando ai colleghi di "mirare alla testa", ogni sforzo degli agenti di pattuglia risultò inutile. Risolutivo per l'aumento di volume di fuoco e l'impiego di armi automatiche fu l'intervento delle squadre SWAT e l'impiego di numerosi fucili AR-15 requisiti dagli agenti presso un negozio di armi vicino al luogo della sparatoria.
Interessante notare come, anche riportato nel reality film successivo ai fatti, l'armaiolo, che ascoltava gli eventi in diretta da una emittente locale che aveva un elicottero in volo sul posto, proponga agli agenti SWAT un fucile da tiratore scelto (un Remington 700) ma gli stessi lo rifiutino preferendo "un maggiore volume di fuoco" piuttosto che la precisione (alla quale solo i loro tiratori scelti, non coinvolti nell’occasione, erano abituati). Tutto l'episodio però si risolverà solo per la disparità di forze fra agenti e rapinatori in quanto anche gli AR 15 non potevano ottenere il risultato che, molto più semplicemente, avrebbero ottenuto un paio di tiratori scelti/cecchini.
Il film realizzato a seguito dell'episodio riporta un’ingenuità e una conferma: l'ingenuità è rappresentata nel rapinatore che tenta di aprire la cassaforte del bancomat con a fianco uno spaurito impiegato a colpi di AK 47 sparando senza riparo da due/tre metri e la svernicia senza che ci siano proiettili di rimbalzo che feriscano o uccidano l'impiegato o lui stesso; la congruità con i fatti è rappresentata dallo stato "discreto di salute" in cui si trova il secondo rapinatore - poi deceduto per emorragia in quanto colpito ai piedi e arti inferiori dalla SWAT (indossava gli anfibi e nessuna protezione ai piedi) - quando viene disarmato e messo sotto controllo dalla SWAT.
Il complice era già stato circondato e isolato dagli agenti della LAPD e, trovatosi a corto di munizioni, si era suicidato.
Le auto di pattuglia del LAPD sono equipaggiate con fucili AR-15 e protette da inserti in kevlar all'interno delle portiere.
In tutto questo, a posteriori, non è difficile capire come, sul momento, in casi disperati, sia difficile prendere decisioni professionali e si sia portati ad agire di impulso in ogni situazione e, nel caso specifico, "l'adrenalina" abbia avuto il sopravvento sia sui "sospetti" sia sugli agenti della LAPD (che sono fra i più addestrati a livello mondiale).
A conclusione vanno ricordati i vari atti di eroismo di agenti della LAPD per difendere civili e colleghi e la solidarietà ricevuta dagli agenti della LAPD NORTH HOLLYWOOD DEPT. in seguito ai fatti da parte della popolazione locale.
Questa sparatoria è raccontata nel film 44 Minutes: The North Hollywood Shoot-Out (2003) diretto da Yves Simoneau con Michael Madsen. Anche la canzone "44 Minutes" dei Megadeth, contenuta nel loro dodicesimo album Endgame, fa riferimento all'accaduto sia nel titolo ("44 minuti" è la durata della sparatoria) sia nel testo, dove cita le armi usate.
Questa sparatoria è stata superata dalla strage di Las Vegas nella quale sono morte 59 persone, tra cui un poliziotto non in servizio e sono rimaste ferite oltre 500 persone, tra cui 2 poliziotti.